# Fritz Schaaf
Fritz Schaaf (* 24. Dezember 1926; † 11. März 1999 in Markranstädt) war ein deutscher Bibliothekar.

## Leben
Nach dem Zweiten Weltkrieg, an dem er als Soldat teilnahm, trat Fritz Schaaf in die KPD ein und wurde zum Neulehrer ausgebildet.
Anschließend studierte er Geschichte, Geographie, Philosophie und Pädagogik und promovierte nach seinem Staatsexamen 1953 im Jahre 1956 an der Karl-Marx-Universität Leipzig. Dort hatte er die Stelle eines Oberassistenten am Institut für Geschichte inne und war 2. Sekretär der SED-Parteileitung. Im Jahr 1958 wechselte Schaaf an die Deutsche Bücherei, wo er ohne bibliothekarische Vorbildung die Abteilung Auskunft und Beratung leitete und als Parteisekretär der Bibliothek fungierte.
Im Jahr 1966 wurde Schaaf an die Universitätsbibliothek Leipzig versetzt. Drei Jahre später folgte die Ernennung zum Direktor. Daneben wirkte Schaaf als Professor im Bereich des Fernstudiums im Fach Geschichte an der Humboldt-Universität. Die Amtszeit als Direktor der Universitätsbibliothek endete 1986. Aufgrund einer Erkrankung Schaafs führte der stellvertretende Direktor Bodo Mewes die Geschäfte von 1985 bis 1986.

## Schriften (Auswahl)
- Die deutsche Sozialdemokratie und die Landarbeiter (1869-1890). Dissertation Universität Leipzig 1956.
- Der Kampf der deutschen Arbeiterbewegung um die Landarbeiter und werktätigen Bauern 1848-1890 (= Schriften des Instituts für Geschichte, Reihe 1, Bd. 16). Akademie-Verlag, Berlin 1962 (teilw. auf Grund der Dissertation Universität Leipzig 1956).
- Zur Geschichte der Deutschen Bücherei nach 1945. In: Helmut Rötzsch (Hrsg.): Deutsche Bücherei 1912–1962. Festschrift zum fünfzigjährigen Bestehen der Deutschen Nationalbibliothek. Verlag für Buch- und Bibliothekswesen, Leipzig 1962, S. 67–90.
- Die Deutsche Bücherei. Die Deutsche Nationalbibliothek – ein bedeutendes wissenschaftliches Institut der Stadt Leipzig; ein Beitrag zur Geschichte der Deutschen Nationalbibliothek nach 1945. In: Beiträge zur Geschichte des Buchwesens, Bd. 2 (1966), S. 295–340.
- Die Existenzkrise der Deutschen Bücherei 1923 bis 1924 und ihre Überwindung. In: Jahrbuch der Deutschen Bücherei, Bd. 2 (1966), S. 37–51.
- Die „Sozialdemokratische Bibliothek“ der Schweizerischen Volksbuchhandlung in Hottingen-Zürich und der German Cooperative Printing and Publishing Co. in London. In: Horst Bartel u. a. (Hrsg.): Marxismus und deutsche Arbeiterbewegung. Studien zur sozialistischen Bewegung im letzten Drittel des 19. Jahrhunderts. Dietz, Berlin 1970, S. 431–484.
- Der Verlag der deutschen Sozialdemokratie von J. H. W. Dietz in den Jahren des Sozialistengesetzes. Ein Beitrag zur Problematik der Durchsetzung des Marxismus in der deutschen Arbeiterbewegung im letzten Drittel des 19. Jahrhunderts. In: Horst Bartel (Hrsg.): Evolution und Revolution in der Weltgeschichte. Ernst Engelberg zum 65. Geburtstag. Bd. 2. Akademie-Verlag, Berlin 1976, S. 611–640.